# Pechuel-Loeschea
Pechuel-Loeschea é um género botânico pertencente à família Asteraceae....